# Один цент (Австралія)
Один цент Австралії або у просторіччі «пенні» — монети Австралії номіналом один цент, що були в обігу з 14 лютого 1966 по 1992 рік та були вилучені з двома центами.

## Історія
У 1966 році Австралія переходить на десяткову систему платежу та викарбовує перші монети Королівським австралійським монетним двором тиражем 146,5 млн, Мельбурнським монетним двором — 239 млн та Монетним двором Перта — 26,6 млн. Це єдиний рік випуску монет декількома монетними дворами, крім 1981 року, коли монети карбувалися Королівським монетним двором (Лантрисант, Уельс) тиражем 40,3 млн та Королівським австралійським монетним двором тиражем 183,6 млн, а також 1986 рік, коли не було випуску монет. Осатаній випуск монет відбувся 1990 року Королівським австралійським монетним двором тиражем 133,3 млн.
Монети випускалася з бронзи (97 % мідь, 2,5 % цинк, 0,5 % олово).
21 серпня 1990 році було оголошено скарбником про припинення карбувань одно- та двоцентових монет, у зв'язку втрати реальної купівельної спроможності внаслідок інфляції та вартості цих монет. Монети були вилучені з обміну в лютому 1992 році, але продовжували бути законним платіжним засобом. Вилучені монети переплавлені для створення медалей для Літніх Олімпійських ігор 2000 в Сіднеї.
Один цент є у наборах монетних дворів, що випускалися в 1986, 1991, 2006, 2010 та 2016 роках. Також була виготовлена монета з алюмінію з маркуванням 1978 року.

## Опис
Аверс
Зображено портрет королеви Єлизавета II у профілі. Дизайнером монет з 1966 по 1984 рік був Арнольд Мачин, з 1985 по 1992 — Рафаель Маклауф. Збоку, зліва на право, маркування «ELIZABETH II AUSTRALIA» та рік випуску.
Реверс
У центрі зображення акробатця карликового, а лівіше від центрі напис «1», біля лівої лапи — «SD». Дизайнер — Стюарт Девлін.
Кожен монетний двір з 1966 по 1984 рік випускав монети з дещо видозміненими вусиками на реверсі (Королівський австралійський монетний двір — без притуплених вусиків, Мельдибунський монетний двір — притуплений перший вусик, Монетний двір Перта — притуплений другий вусик).